# Nubya Garcia
Nubya Garcia (London, 1991 –) brit tenorszaxofonos, fuvolista, zeneszerző.

## Pályakép
Camden Townban született guyanai anya és trinidadi apa gyermekeként.
Idősebb testvéreivel együtt alapos zenei nevelést kapott. Először megtanult hegedülni, majd a londoni iskolák szimfonikus zenekarában hegedűn is játszott. Emellett tízéves korában kezdett szaxofonozni, hamarosan tagja lett a camdeni Jazz Bandnek, továbbá csatlakozott egy ifjúsági jazzprogramhoz a Királyi Zeneakadémián.
Még diákkorában ösztöndíjat kapott, ami lehetővé tette számára, hogy részt vegyen a bostoni Berklee Zeneművészeti Főiskola öthetes nyári programján.
A londoni szaxofonos, zeneszerző, és zenekarvezető Nubya Garica kiemelkedő szereplője az Egyesült Királyságban megújulóban lévő afro-zenei klubkultúrának. Fellép az Amerikai Egyesült Államokban, az Egyesült Királyságban is. A brit listákon előkelő rendre helyeken szerepel.
Fel kellett volna lépnie a 2020-as Glastonbury Fesztiválon, de a fesztivált visszavonták a koronavírus-járvány miatt felmerülő aggodalmak miatt
.

## Lemezei
- Nubya 5ive (2017)
- When We Are EP (2018)
- Pace single (2020)
- Source single (2020)
- Source album (2020)
- Odyssey (2024)

### Együttműködésben
- Ezra Collective – Juan Pablo: The Philosopher (2017)
- Blue Lab Beats – Freedom (2017)
- Joe Armon-Jones – Starting Today (2018)
- Makaya McCraven – Where We Come From (2018)
- Makaya McCraven – Universal Beings (2018)
- Eun – Darkness must be Beautiful (2018)
- Joe Armon-Jones – Turn To Clear View (2019)
- Theon Cross – Fyah (2019)
- Ben Hayes – Ready Yet (2019)
- DJ Yoda – Home Cooking (2019)
- Various Artists – We Out Here (2018)
- Maisha – Welcome to a New Welcome (2016)
- Maisha – There is a Place (2018)
- Nérija – Nérija EP (2019)
- Nérija – Blume (2019)